# 女駙馬
『女駙馬』（にょふば）は、1958年に初演された中国の演劇作品。黄梅戯（安徽省安慶市を中心とする地域で行われる地方劇）の演目「双救挙」をもとに、安慶市の劇作家の王兆乾が再編・改作した。
駙馬 (Zh) とは天子の娘婿の意味で、タイトルは女性でありながら、天子の娘と結婚することになってしまったヒロインの馮素貞のことを指している。

## ストーリー
主人公の馮素貞は、父母を賊に殺され、父母のかたきを討つため、女性でありながら男装し名を馬紹民と変え、一年に一度開催される科挙に参加する。そしてなんと彼女は皇帝がもっとも可愛がっている皇女の婿になってしまう。しかしながら彼女の正体は誰にも発見されなかった。その後科挙に合格した彼女は宮廷の紛争に参加し、朝廷を牛耳る奸人と戦う。のちに同じ年の科挙を受験した李兆廷と宮中で再会し、彼女は李兆廷と相思相愛の仲になってしまう。

## 登場人物
- 馮素貞/馮益民
- 姫
- 李兆廷

## 関連作品

### 劇映画
- 《女駙馬》（1959年上映）
- 《双鳳奇縁》（1964年上映）

### TVドラマ
- 新女駙馬（2001年放送、全20話）